# Климовичи
Кли́мовичи (бел. Клімавічы) — город в Могилёвской области Беларуси. Административный центр Климовичского района. Климовичи расположены в 124 км к востоку от Могилёва, на реке Калиница.
Численность населения — 14 868 человек (на 1 января 2025 года).

## Геральдика
Герб и флаг утверждены решениями Климовичского районного исполнительного комитета от 28 февраля 2001 года № 3-12 и Климовичского районного Совета депутатов от 2 марта 2001 года № 13-11. Зарегистрированы в Гербовом матрикуле Республики Беларусь 2 ноября 2001 года № 70.

## История
Впервые Климовичи упомянуты в исторических документах в 1581 году как небольшое поселение в Мстиславском воеводстве Великого княжества Литовского.
В 1626 году в Климовичах открыт монастырь доминиканцев.
С 1720 года принадлежали роду Белецких, с 1758 года Голынским.
С 1772 года в составе Российской империи, уездный город с 1777 года, герб пожалован городу в 1781 году.
В 1850-е годы в Климовичах три кожевенных фабрики, 5 начальных школ, больница, аптека, библиотека.
Согласно переписи 1897 года в Климовичах 4706 жителей, в том числе 2 306 белорусов, 2 260 евреев, 105 русских.

В мае 1921 года в городе Климовичи открыли железнодорожную станцию на линии Орша — Унеча.

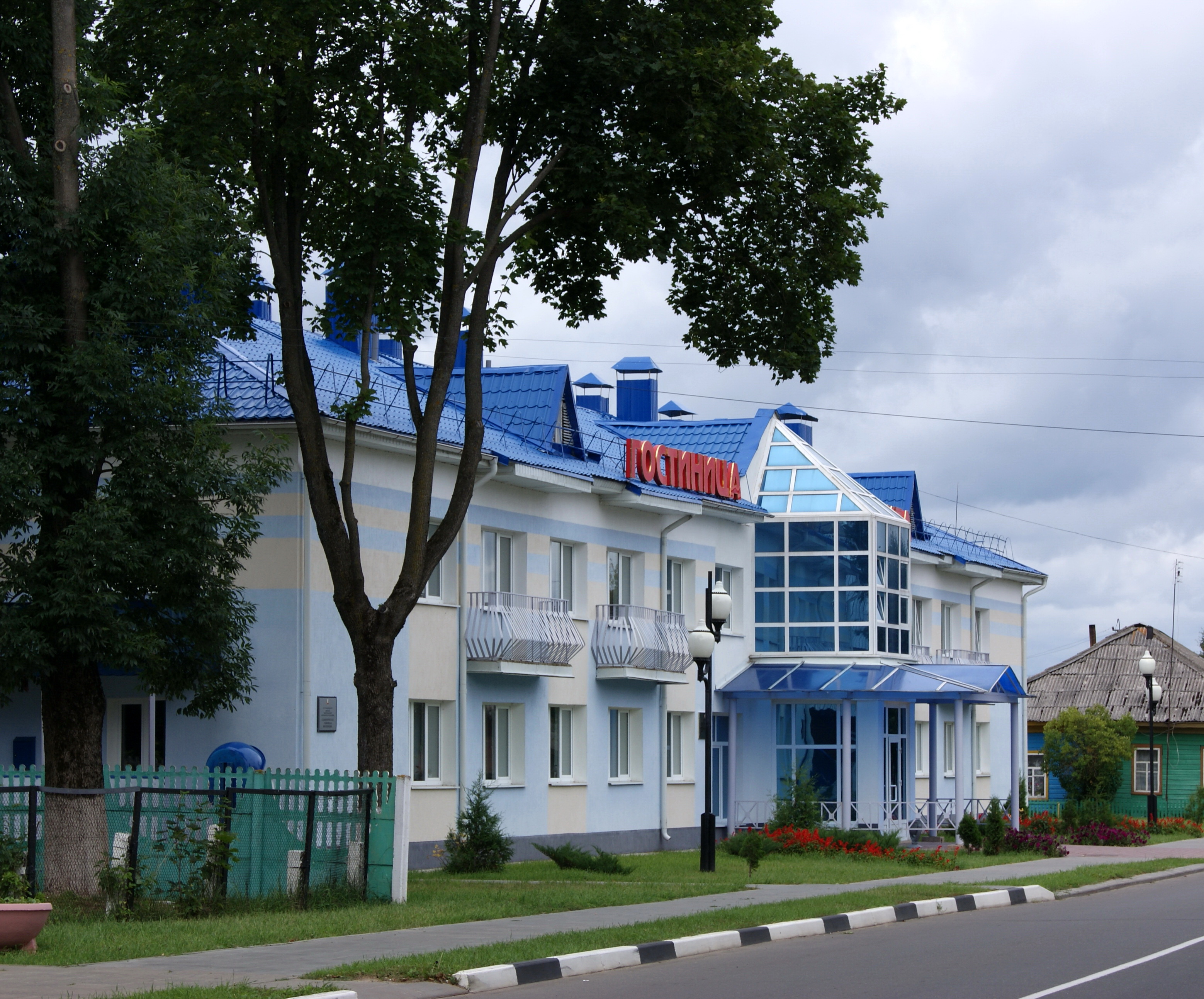
Гостиница

В 1924 году Климовичи стали административным центром вновь образованных Калининского округа и Климовичского района.
В 1939 году в Климовичах было 9,6 тыс. жителей, в том числе 6822 белоруса (71,4%), 1693 еврея (17,7%), 724 русских (7,6%), 256 украинцев (2,7%).
Во время Великой Отечественной войны город был оккупирован немецко-фашистскими войсками и был освобождён в сентябре 1943 года.
После аварии на Чернобыльской АЭС в 1986 году город попал в зону, пострадавшую от радиоактивного загрязнения.
20 октября 1995 года административные единицы Климовичский район и город Климовичи, имеющие общий административный центр, объединены в одну административную единицу — Климовичский район.

## Население
Численность населения — 14 868 человек (на 1 января 2025 года). Численность населения — 15 121 человек (на 1 января 2023 года).
| Численность населения с 1897 года:                                                              |
| Графики недоступны из-за технических проблем. См. информацию на Фабрикаторе и на mediawiki.org. |

| Год            | 1897 | 1939  | 1959   | 1970   | 1979   | 1989   | 2006   | 2023   | 2024 | 2025    |
| -------------- | ---- | ----- | ------ | ------ | ------ | ------ | ------ | ------ | ---- | ------- |
| Население чел. | 4700 | ▲9551 | ▲11586 | ▲12723 | ▲14953 | ▲16535 | ▲17054 | ▼15121 |      | ▼14 868 |

| Национальный состав по переписи 2009 года | Национальный состав по переписи 2009 года | Национальный состав по переписи 2009 года | Национальный состав по переписи 2009 года | Национальный состав по переписи 2009 года | Национальный состав по переписи 2009 года | Национальный состав по переписи 2009 года | Национальный состав по переписи 2009 года | Национальный состав по переписи 2009 года | Национальный состав по переписи 2009 года | Национальный состав по переписи 2009 года |
| Всего (2009)                              | белорусы                                  | белорусы                                  | русские                                   | русские                                   | украинцы                                  | украинцы                                  | цыгане                                    | цыгане                                    | евреи                                     | евреи                                     |
| ----------------------------------------- | ----------------------------------------- | ----------------------------------------- | ----------------------------------------- | ----------------------------------------- | ----------------------------------------- | ----------------------------------------- | ----------------------------------------- | ----------------------------------------- | ----------------------------------------- | ----------------------------------------- |
| 17 064                                    | 16 027                                    | 93,92 %                                   | 788                                       | 4,62 %                                    | 138                                       | 0,81 %                                    | 16                                        | 0,09 %                                    | 15                                        | 0,09 %                                    |

## Транспорт
- Железнодорожная станция Климовичи

## Экономика

### Промышленность
- ОАО «Климовичский ликёро-водочный завод». Завод расположен на берегу реки Лобжанка. Построен в 1858 году. Сегодня завод выпускает спирт ректификованный «Люкс» и спирт-сырец, водки, бальзамы, настойки, ликеры, вина плодовые, соки плодово-ягодные, коньяки, бренди, питьевые и газированные воды.
- ОАО «Климовичский комбинат хлебопродуктов». Строительство КХП начиналось в 1983 году.
- ГУП «Климовичский известковый завод». Предприятие осуществляет свою деятельность в отрасли промышленности строительных материалов.
- ОАО «Мстиславский маслодельный-сыродельный завод». В состав ОАО также входит филиал в этого города, где работает цех сухого молока. Мощности завода позволяют производить в сутки: 8 т животного масла, 3,5 т твёрдых сыров, до 3,5 т казеина, 7 т сухого обезжиренного молока.

## Образование
В городе имеется пять среднеобразовательных школ, гимназия (бывшая СШ № 2),Средняя школа №3,Средняя школа №4 и начальная школа (бывшая Климовичская вспомогательная школа-интернат).
Также имеется аграрный колледж, обеспечивающий подготовку специалистов со средним специальным образованием. Учебно-материальная база колледжа позволяет вести подготовку специалистов на высоком уровне. Сегодня в учебном заведении обучаются юноши и девушки из различных областей Республики, а также из России. Обучают учащихся по следующим специальностям:
- техническое обеспечение процессов сельскохозяйственного производства (дневное и заочное)
- зоотехния (дневное и заочное)
- ветеринарная медицина (дневное).

1 августа 2017 аграрный колледж объединили с профессиональным лицеем № 14 и открыли отделение «Профессионально-технического образования».

## Культура
- Дом культуры
- Учреждение культуры «Климовичский районный краеведческий музей»[20]
- ГУК «Климовичская библиотечная сеть»
- ГУК «Централизованная клубная система Климовичского района»
- Климовичский Дом ремёсел
- ГУО «Детская школа изобразительных искусств»
- ГУО «Климовичская детская школа искусств»

## События и мероприятия
- Начиная с 1996 года в г. Климовичи ежегодно проходит фестиваль детского творчества «Золотая пчёлка». С 2001 года он носит статус международного.
- 2024 год — областной фестиваль «Дажынкi»

## Достопримечательности
- Братская могила —  Историко-культурная ценность Республики Беларусь, шифр 513Д000467
- Особняк князей Мещерских
- Храм Архистратига Михаила — православная церковь, ул. Пролетарская, 9 —  Историко-культурная ценность Республики Беларусь, шифр 513Г000464

### Памятник, скульптура
- Памятник В. И. Ленину
- Памятник-самолёт Су-9

## Галерея

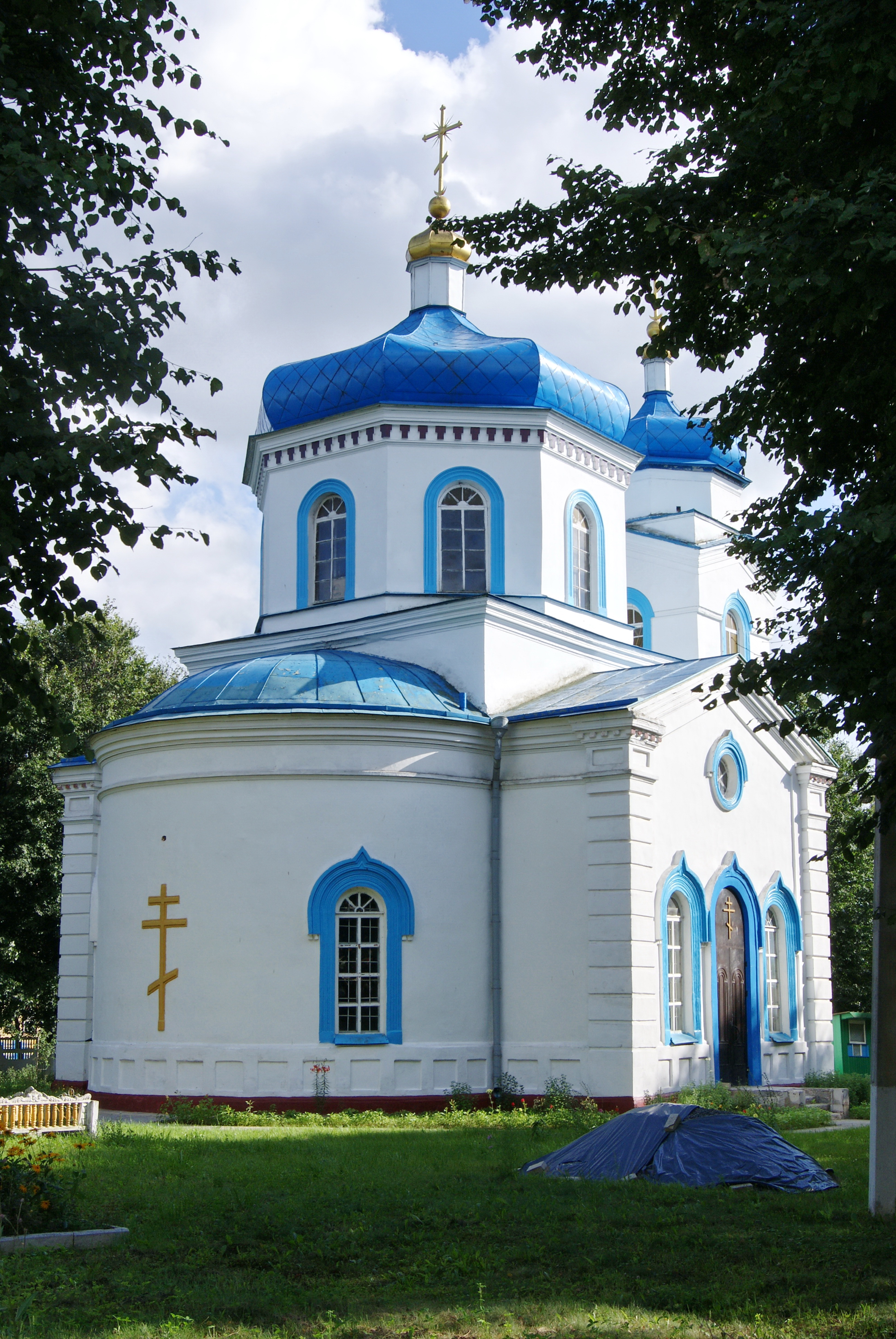
Церковь
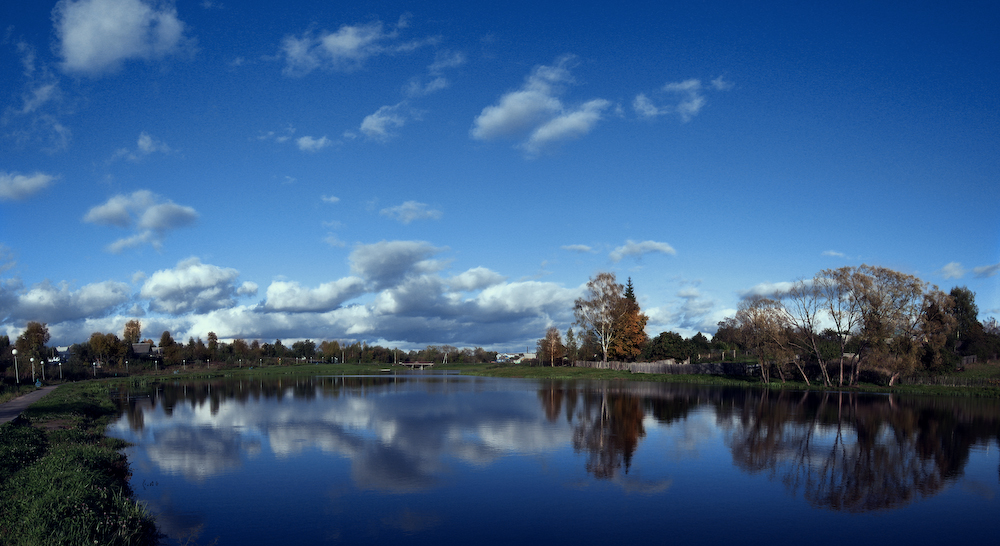
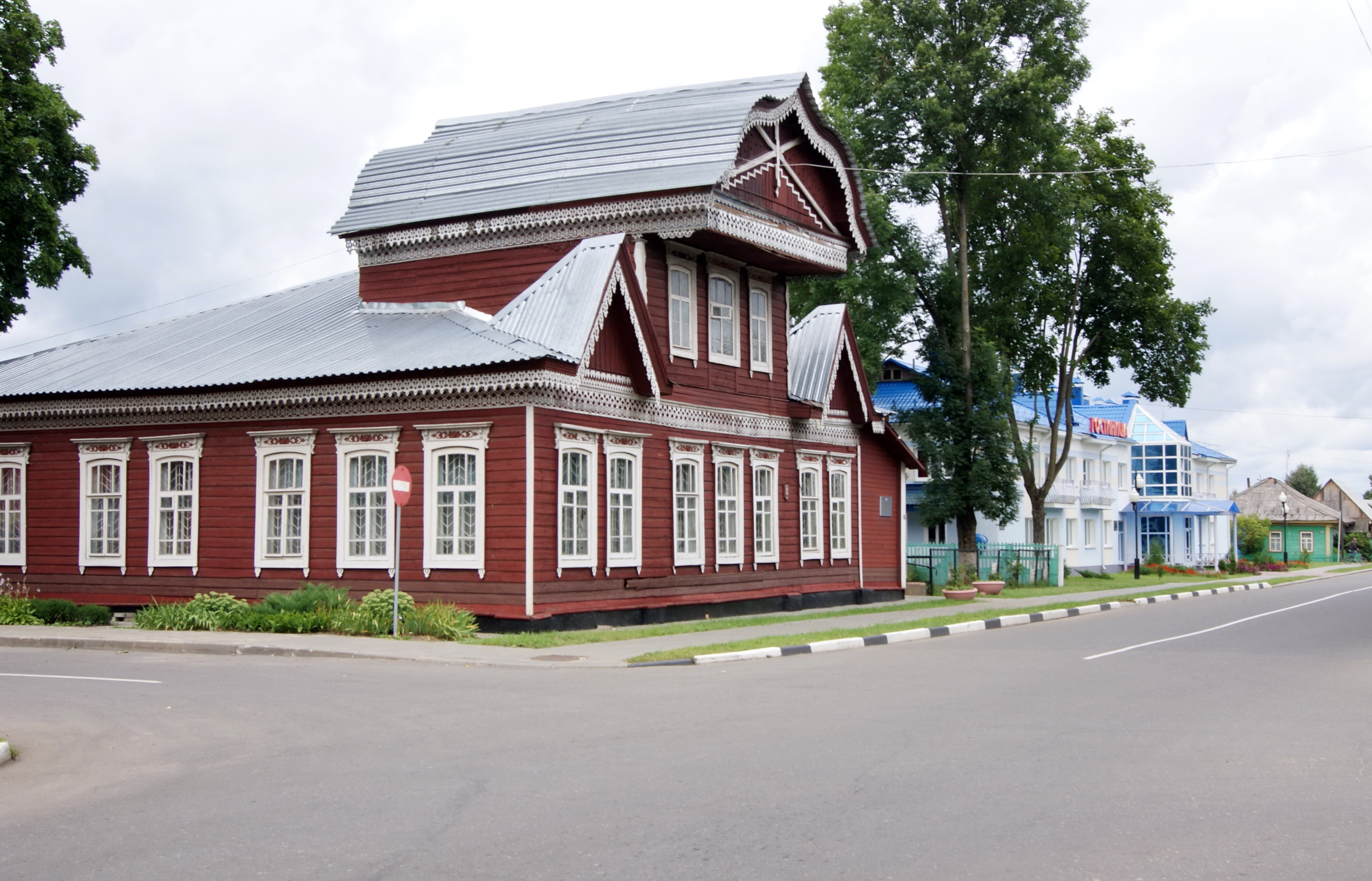
Особняк князей Мещерских

## СМИ
Издаётся районная газета «Родная нива», первый номер которой вышел 25 апреля 1918 года. В настоящее время газета выходит два раза в неделю — в среду и субботу.